# Sönnertjärnen (Lits socken, Jämtland)
Sönnertjärnen är en sjö i Östersunds kommun i Jämtland och ingår i Indalsälvens huvudavrinningsområde.